# Saint-Quentin-les-Marais
Saint-Quentin-les-Marais je francouzská obec v departementu Marne v regionu Grand Est. Žije zde 118 obyvatel.

## Geografie

### Sousední obce
| Růžice kompasu |         | Saint-Lumier-en-Champagne | Bassuet | Růžice kompasu |
| Růžice kompasu | Couvrot | Sever                     | Changy  | Růžice kompasu |
| Růžice kompasu | Couvrot | Saint-Quentin-les-Marais  | Changy  | Růžice kompasu |
| Růžice kompasu | Couvrot | Jih                       | Changy  | Růžice kompasu |
| Růžice kompasu |         | Vitry-en-Perthois         | Merlaut | Růžice kompasu |